# خورخي كوربيلو
خورخي كوربيلو (بالألمانية: Jorge Curbelo)‏ هو لاعب كرة قدم ألماني في مركز قلب الدفاع، ولد في 21 ديسمبر 1981 في مونتيفيديو في الأوروغواي. شارك مع منتخب الأوروغواي لكرة القدم. أما مع النوادي، فقد لعب مع أرسنال ساراندي وديفينسور سبورتينغ وريال بلد الوليد وريفر بليت وستاندارد لييج وغودوي كروز ونادي دانوبيو وناسيونال مونتيفيديو.

## وصلات خارجية
- خورخي كوربيلو على موقع قاعدة بيانات كرة القدم.إي يو (الإنجليزية)
- خورخي كوربيلو على موقع ناشيونال فوتبول تيمز (الإنجليزية)
- خورخي كوربيلو على موقع Soccerway.com (الإنجليزية)